# 32e parallèle nord
Pour les articles homonymes, voir 32e parallèle.

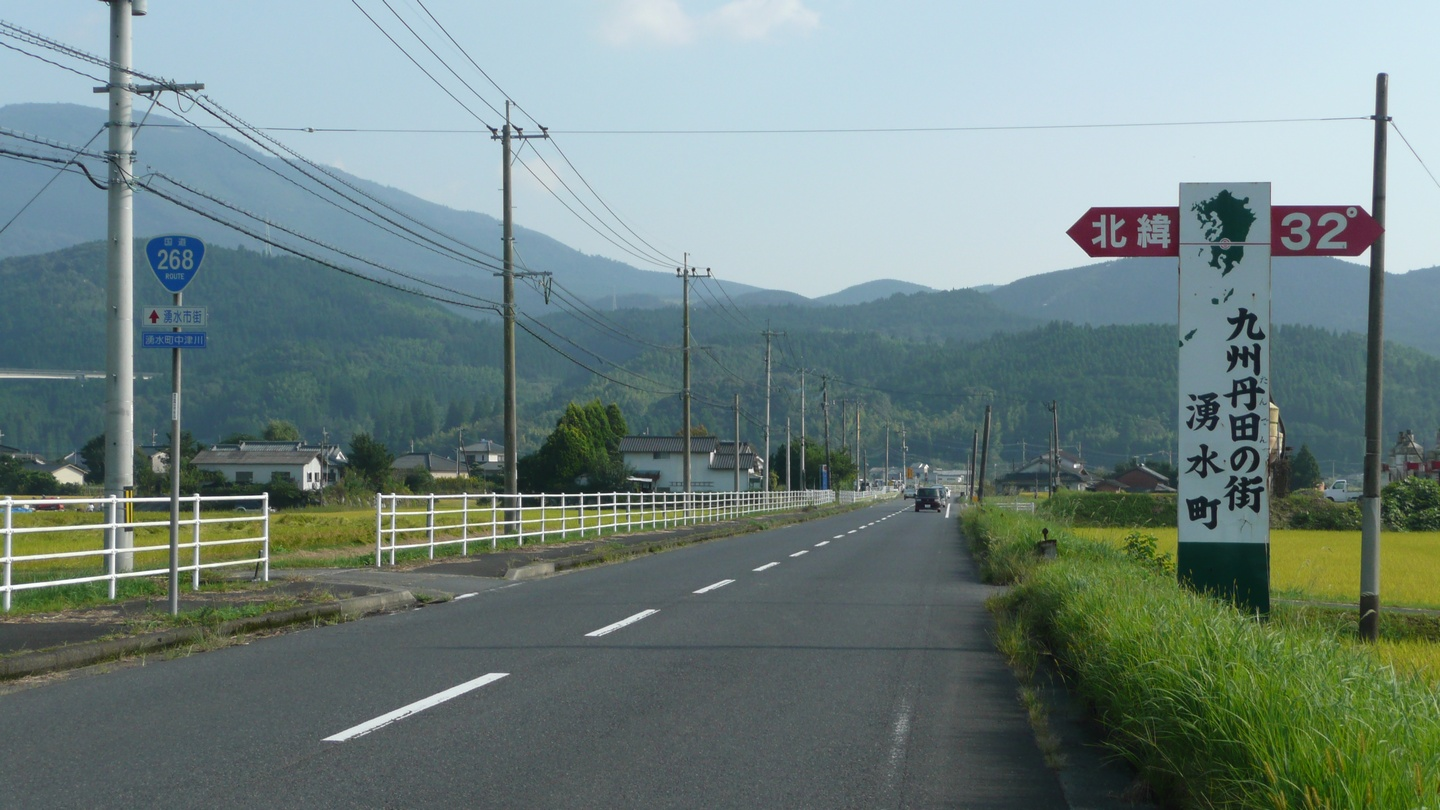
Panneau marquant le 32^{e} parallèle nord à Yusui (préfecture de Kagoshima, Japon).

En géographie, le 32e parallèle nord est le parallèle joignant les points de la surface de la Terre dont la latitude est égale à 32° nord.

## Géographie

### Dimensions
Dans le système géodésique WGS 84, au niveau de 32° de latitude nord, un degré de longitude équivaut à 94,493 km ; la longueur totale du parallèle est donc de 34 018 km, soit environ  84,9% de celle de l'équateur. Il en est distant de 3 542 km et du pôle Nord de 6 460 km,.
Comme tous les autres parallèles à part l'équateur, le 32e parallèle nord n'est pas un grand cercle et n'est donc pas la plus courte distance entre deux points, même situés à la même latitude. Par exemple, en suivant le parallèle, la distance parcourue entre deux points de longitude opposée est 17 009 km ; en suivant un grand cercle (qui passe alors par le pôle nord), elle n'est que de 12 920 km.

### Durée du jour
À cette latitude, le soleil est visible pendant 14 heures et 15 minutes au solstice d'été, et 10 heures et 3 minutes au solstice d'hiver.

### Régions traversées
Jérusalem

## Frontières
Aux États-Unis, le 41e parallèle nord définit une partie de la frontière entre le Nouveau-Mexique et le Texas.